# Timberland (compañía)

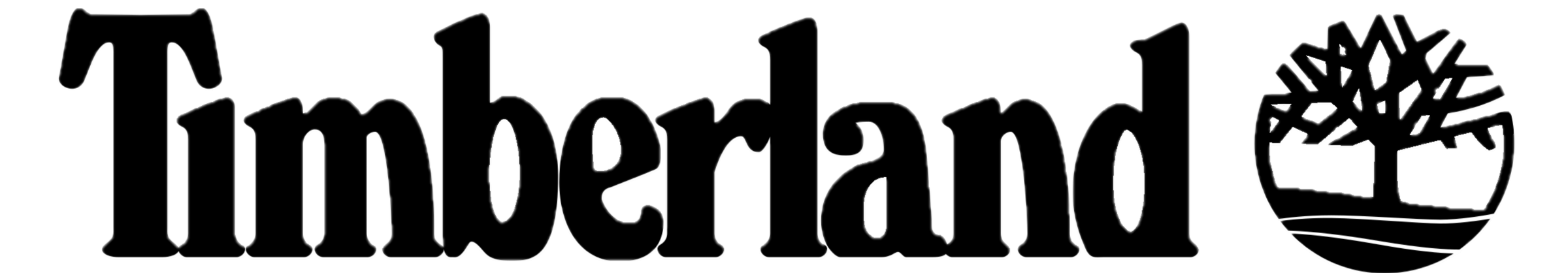

Timberland es una compañía estadounidense de accesorios, calzado y ropa deportiva o de montaña en la que trabajan unas 5.500 personas en todo el mundo. Cotiza públicamente en la bolsa de Nueva York con el símbolo TBL y alcanzó unos ingresos de 1.400 millones de dólares en 2008.
La sede de la compañía se encuentra en Estados Unidos, 200 Domain Drive, Stratham, Nuevo Hampshire (NH) 03885.